# Senidah
Senidah [/sɛˈniːdɘ/] (* 9. April 1985 in Ljubljana, SR Slowenien, SFR Jugoslawien; bürgerlich Senida Hajdarpašić, montenegrinisch Сенида Хајдарпашић, Transliteration [senɪ̯da xǎjdarpaʃitɕ]) ist eine slowenische Sängerin und Songwriterin. Von den Medien oft als „Balkan Trap Diva“ bezeichnet, etablierte sie sich ab dem Jahr 2018 zu einer der erfolgreichsten Sängerinnen auf dem Balkan.

## Leben und Karriere

### Frühe Jahre und Karrierebeginn
Senida Hajdarpašić wurde am 9. April 1985 in der slowenischen Hauptstadt Ljubljana geboren und wuchs dort auf. Ihre Eltern stammen aus der Nähe von Bijelo Polje in Montenegro und waren Mitte der 1980er Jahre nach Slowenien emigriert. Senidah hat eine jüngere Schwester. In einem späteren Interview sagte die Sängerin, dass ihr Talent erstmals innerhalb der Familie entdeckt wurde. Ihre Schwester nahm die Gesangsstücke auf und stellte diese später ins Internet, wodurch erstmals ein Verlag auf die damals 25-Jährige Senidah aufmerksam wurde.
Senidah veröffentlichte 2011 ihre Debütsingle Pustinjom, welche leichte Einflüsse von R&B besitzt. Noch im gleichen Jahr wurde sie Mitglied in der Electro- und Soulpop-Band Muff und fungierte als Lead-Sängerin. Die erste Single Naj sije v očeh erschien 2012 und erhielt im gleichen Jahr eine Nominierung in der Kategorie „Song of the Year“. Im März 2014 qualifizierte sich die Gruppe für den Vorentscheid zum ESC 2014. Mit der Interpretation Let Me Be (Myself) erreichte Muff den zweiten Platz; kurz nach der Tinkara Kovač mit ihrer Ballade Round and Round, welche den 1. Platz belegte. Das Debütalbum der Band wurde im November 2014 veröffentlicht und zum „Album des Jahres“ gekürt. Größere Aufmerksamkeit als Solointerpretin erlangte sie erstmals im März 2018 nach der Veröffentlichung der Single Slađana. Der Song wurde 2019 während der Music Awards Ceremony in der Kategorie Best „Hip-Hop/Rap Song of the Year“ nominiert. Ihr erstes Studioalbum Bez tebe erschien rund ein Jahr später am 25. März 2019.

### 2018–2019: Durchbruch mitSlađanaundBez tebe
Am 12. März 2018 veröffentlichte Senidah ihre Debütsingle Slađana, an der neben Anža Kacafura und Benjamin Krnetić auch sie am Schreiben der Liedtexte beteiligt gewesen war. Der Erfolg des Liedes, welches in serbischer Sprache geschrieben wurde, blieb weit hinter den Erwartungen. Nachdem die beiden Produzenten Reksona und Coby auf die Sängerin aufmerksam wurden, nahm sie das Angebot, Slađana ein zweites Mals auf ihrem YouTube-Kanal hochzuladen, an. Bereits in weniger als einem Monat verzeichnete das Lied etwa 3 Millionen Klicks; auf der Musikplattform Spotify erzielte das Lied 2019 über 3 Millionen Streams. Aufgrund des kommerziellen Erfolgs arbeitete Senidah daraufhin mit dem Musiklabel Bassivity zusammen. Ihre zweite Single mit dem Titel Belo erschien am 3. Juni 2018. Eine Zusammenarbeit mit dem Rapper Coby,4 strane sveta, wurde später Teil des Films Južni vetar. Zwei weitere Singles, Bez tebe und Nisi bio tu, wurden gegen Ende des Jahres veröffentlicht.
Im Januar 2019 gewann Senidah einen Music Year Award für das Lied Slađana in der Kategorie Best Hip-Hop/Rap Song of the Year. Im März erschien nach verschobenen Veröffentlichungsdatum ihre erste englischsprachige Single Ride. Anders als bei den vorherigen Tracks wurde der Song nicht unter dem Label Bassivity Group produziert und herausgegeben, sondern von Universal Music Group. Am 25. März erschien ohne große Ankündigung ihr erstes Studioalbum Bez tebe.

### Seit 2019:Mišići,100%und weitere Singles
Am 21. April 2019 stellte Senidah während eines Konzerts in der Ranko-Žeravica-Halle in Belgrad ihre neuen Singles Mišići und Sve bih vor. Letztere ist eine Kollaboration mit der Gruppe Atlas Erotika. Ein Musikvideo zu Mišići erschien wenige Tage später und verzeichnete innerhalb kurzer Zeit über 70 Millionen Aufrufe. Im Sommer 2019 trat sie im Rahmen ihrer Tournee durch Serbien auf dem Exit Gang Festival sowie auf dem Sea Dance Festival auf. Am 9. August folgte mit 202 ihre zweite englischsprachige Single. Mitte August kursierten Gerüchte, dass Senidah intern für den Eurovision Song Contest 2020 ausgewählt wurde und Slowenien vertreten soll. Wie sich später herausstellte, stimmte keine dieser Vermutungen.
Am 15. August 2019 erschien die Kollaboration Kamikaza mit den beiden bosnischen Rappern Jala Brat und Buba Corelli. Kamikaza erreichte Platz 42 in den Ö3 Austria Top 40 und wurde mit einer Goldenen Schallplatte ausgezeichnet. Knapp einen Monat später, am 26. September, veröffentlichte der österreichische Rapper RAF Camora via Instagram einen Teaser zu einer kommenden Kollaboration mit Senidah. Der Song mit dem Titel 100% erschien am 28. November. Ein Musikvideo, das in Barcelona gedreht wurde, erschien am selben Tag. 100% konnte sich auf Platz 28 in den deutschen Singlecharts platzieren und war der erste serbokroatischsprachige Song, der eine Platzierung in den deutschen Charts erlangte. In den Ö3 Austria Top 40 und der Schweizer Hitparade erreichte das Lied Rang drei und Position sechs.
Zu Beginn des Jahres 2020 wurde bekannt, dass Senidah die erste Künstlerin aus dem ehemaligen Jugoslawien ist, die monatlich über 700.000 Hörer verzeichnen konnte. Am 27. Januar sang sie während der Music Awards Ceremony (MAC) in Belgrad die im April 2019 veröffentlichte Single Mišiči. Am selben Abend, nach dem Auftritt, gewann die Sängerin zwei der Awards in den Kategorien „Trap Song of the Year“ und „Authenticity Awards“.
Obwohl sie es einen Monat zuvor immer wieder bestritten hatte, berichtete Ende Februar die Zeitschrift Telegraf, dass Senidah zusammen mit dem bosnischen Sänger Dino Merlin an einem Stück arbeite. Laut Medienberichten schrieb Merlin die Texte zum Lied. Ein dazugehöriges Video wurde in Istanbul gedreht. Jedoch dementierte Senidah die Gerüchte auf ihrem Instagram-Account. Am 1. März 2020 veröffentlichte die Musikerin ein 3 Minuten dauerndes Video zu Samo uživaj. Zwei Monate später, am 12. Mai, erschien ein weiteres Musikvideo zum Song Ko je, welches von Senidah selbst inszeniert und produziert wurde. Das Video wurde in den Straßen von Ljubljana gedreht, die aufgrund der COVID-19-Pandemie fast „menschenleer“ waren. Drei Tage darauf veröffentlichte sie die Single Piješ. Im August folgte mit Viva Mahalla ein weiteres musikalisches Werk der Sängerin.
Für die Handball-Europameisterschaft der Frauen 2022 in Slowenien, Nordmazedonien und Montenegro schrieb und sang die Sängerin den offiziellen Titelsong Play With Heart.

## Privates
Senidah gibt nur selten Interviews und hält ihr Privatleben weitestgehend von der Öffentlichkeit fern. Im Februar 2021 gab die Sängerin via Instagram offiziell bekannt, dass sie sich in einer Beziehung mit dem acht Jahre jüngeren Leibwächter Stefan Orbović befinde.
Während eines Interviews in der Show Nešto drugačije antwortete Senidah auf eine Frage hinsichtlich ihrer sexuellen Orientierung: „Rada imam ljudi. Ne gledam, kdo so ali kaj so. Pomembno je le, da se mi zdi, da si v redu in to je to. Rada imam dobre ljudi. Nepokvarjeni ljudje.“ (deutsch: „Ich liebe Menschen. Ich schaue nicht darauf wer sie sind oder was sie sind. Es ist nur wichtig, dass ich denjenigen in Ordnung finde und das ist alles. Ich liebe gute Menschen. Unbestechliche Menschen!“) Diese Aussage löste eine große öffentliche Debatte bezüglich über die Sexualität der Sängerin aus. In einem Interview mit der serbischen Zeitschrift Hello! sagte Hajdarpašić nur, dass sie die Kommentare und Gerüchte über ihre mögliche Bisexualität nicht störe; sie stände in einer „emotionalen Beziehung zur Musik“.

## Diskografie

### Studioalben
- 2019: Bez tebe (Bassivity Digital)
- 2022: Za tebe (Bassivity Digital)
- 2025: Sen i dah (Bassivity Digital)

### Livealben
- 2025: Live from Belgrade (Bassivity Digital)

### Singles
- 2018: Slađana
- 2018: Belo
- 2018: Bez tebe
- 2019: Ride
- 2019: Mišići
- 2019: Sve bih (feat. Atlas Erotika)
- 2019: 202
- 2019: 100% (mit RAF Camora)
- 2010: Samo uživaj
- 2020: Ko je
- 2020: Piješ
- 2020: Viva Mahalla
- 2021: Replay
- 2021: Balkanka
- 2021: Fama
- 2022: Behute
- 2022: Jungle Session
- 2022: Jadnaja
- 2022: Druga Strana
- 2022: Play With Heart
- 2022: Dva Prsta
- 2024: #77
- 2024: Delija
- 2024: Alo Alo
- 2024: Dopamin (Remix) (mit Adel & Ceasar DD)
- 2024: Mediteran (84Bit Remix) (mit 84Bit & Who See)
- 2024: Idi Gade
- 2024: Omen
- 2024: Phuket
- 2024: Replay

### Gastbeiträge
- 2018: 4 Strane Sveta (Coby feat. Senidah)
- 2019: Kamikaza (Jala Brat & Buba Corelli feat. Senidah)
- 2021: Dođi (Dino Merlin feat. Senidah)
- 2021: Deca Techna (Cazzafura feat. Senidah)
- 2024: Greh (Cazzafura feat. Senidah)

## Auszeichnungen für Musikverkäufe
Anmerkung: Auszeichnungen in Ländern aus den Charttabellen bzw. Chartboxen sind in ebendiesen zu finden.
| Land/RegionAuszeichnungen für Musikverkäufe (Land/Region, Auszeichnungen, Verkäufe, Quellen) | Gold  | Platin | Verkäufe | Quellen |
| -------------------------------------------------------------------------------------------- | ----- | ------ | -------- | ------- |
| Österreich (IFPI)                                                                            | Gold1 | —      | 15.000   | ifpi.at |
| Insgesamt                                                                                    | Gold1 | —      |          |         |

## Auszeichnungen und Nominierungen
| Auszeichnung          | Jahr | Kategorie                        | für       | Resultat  | Quelle |
| --------------------- | ---- | -------------------------------- | --------- | --------- | ------ |
| Music Awards Ceremony | 2019 | Hip-hop/Rap Song of the Year     | Slađana   | Gewonnen  | [ 30 ] |
| RTV Pink              | 2019 | New Regional Star                | Senidah   | Gewonnen  | [ 31 ] |
| Music Awards Ceremony | 2020 | Alternative Pop Song of the Year | Crno srce | Nominiert | [ 32 ] |
| Music Awards Ceremony | 2020 | Trap Song of the Year            | Mišići    | Gewonnen  | [ 32 ] |
| Music Awards Ceremony | 2020 | Music Video of the Year          | Mišići    | Nominiert | [ 32 ] |
| Music Awards Ceremony | 2020 | Golden MAC for Authenticity      | Senidah   | Gewonnen  | [ 32 ] |